# Молдинг

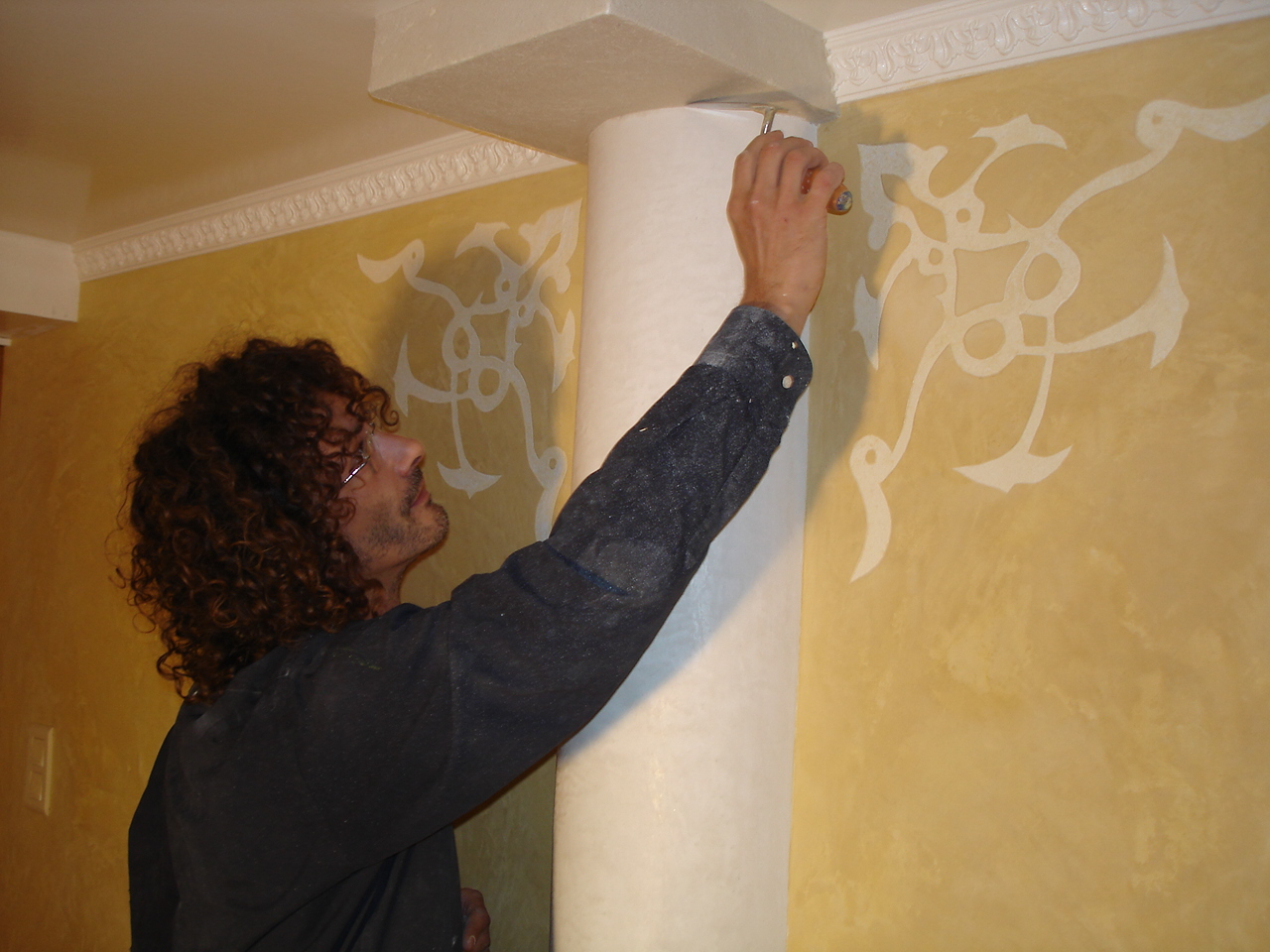
Фигурные молдинги, имитирующие лепнину.

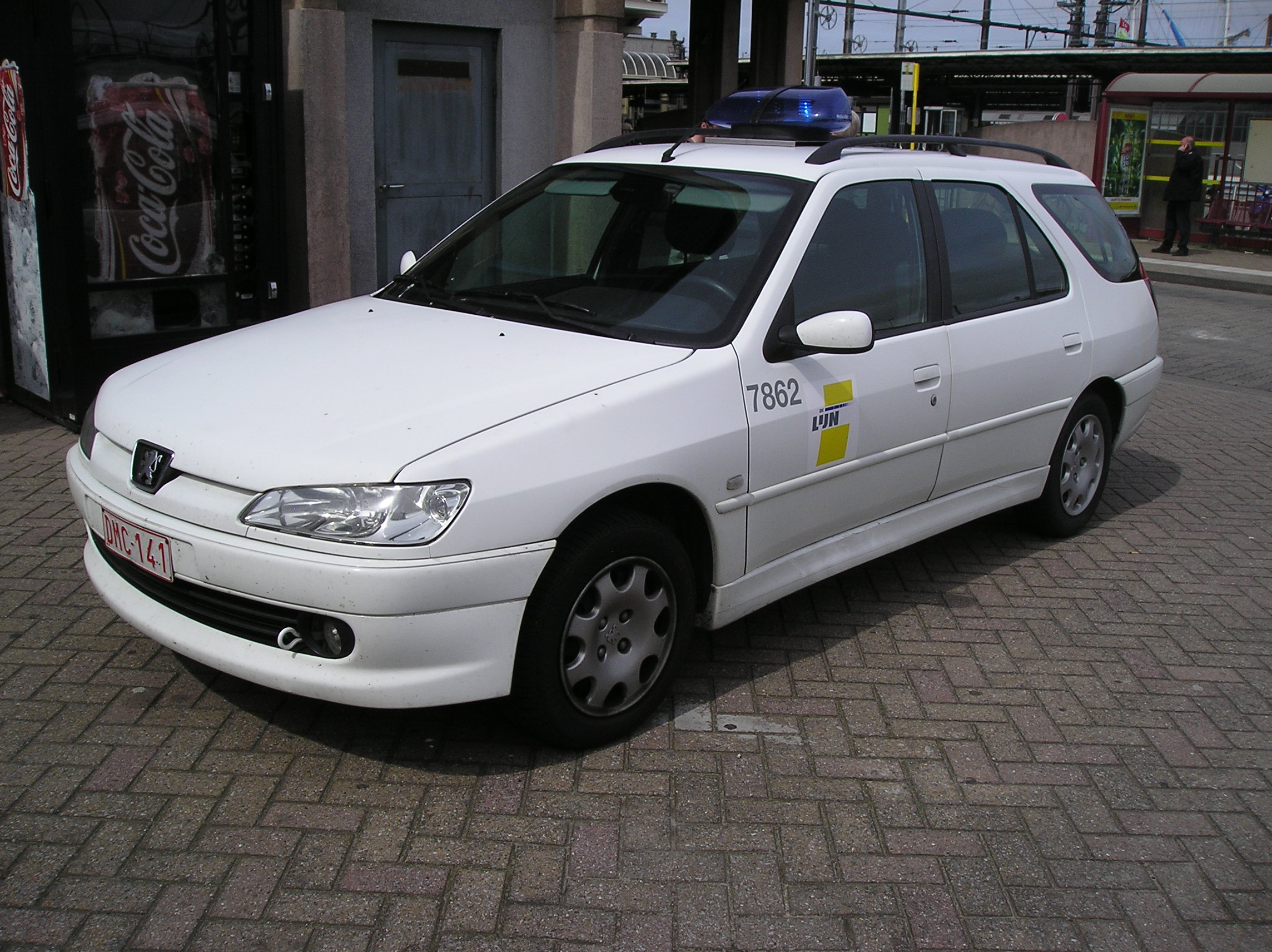
Молдинг защищает поверхность дверей автомобиля от механических повреждений

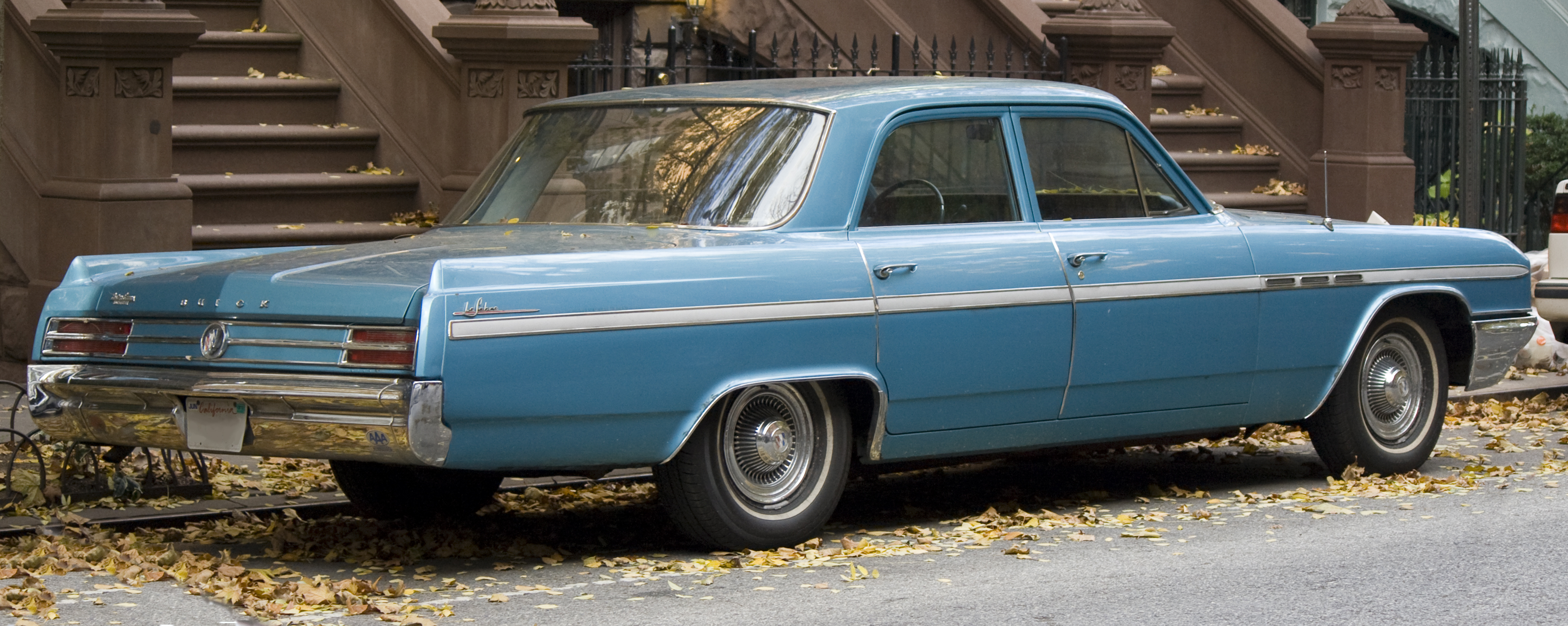
Блестящий молдинг на боковине автомобиля позволяет скорректировать пропорции, сделав кузов визуально более низким и приземистым.

Мо́лдинг (от англ. molding, moulding — в данном случае «литая деталь», от «литьё») — декоративная деталь в виде накладной выпуклой планки. Используется для декорирования различных поверхностей: стен, потолка, дверей, каминов, арок, придавая им более выразительный, завершённый и аккуратный вид. Молдинг может служить в качестве рам для зеркал, медальонов и наличников. Используется в автомобилестроении как металлические, пластиковые или резиновые элементы декора автомобиля и накладки для защиты частей кузова от механических повреждений.
Кроме декоративного, молдинги носят и функциональный характер, в частности, их используют для:
- зонирования поверхности: разбивки на отдельные секции различной формы (прямоугольные, квадратные, фигурные, круглые), которые могут быть окрашены в разные цвета, либо фактурно выделены;
- маскировки неэстетичных деталей или некачественной отделки: молдинги отвлекают внимание от дефектов, сосредотачивая взгляд на себе как центре композиции;
- защиты поверхности от механических повреждений.

Для изготовления молдингов используются самые различные материалы: гипс, мрамор, металл, дерево, пластик (для придания молдингу гибкости в пластик добавляют каучук), полистирол, полиуретан, ЛДФ.